# Владе Краљевине Срба, Хрвата и Словенаца
На овој страници се налази списак Влада Краљевине Срба, Хрвата и Словенаца која је постојала у периоду 1918-1929 а потом променила назив у Краљевина Југославија. Краљеви су били: Петар I Карађорђевић (1918–1921) и Александар I Карађорђевић (1921–1929).

## Састав влада
| Функција                                                         | Име и презиме        | Детаљи                   |
| ---------------------------------------------------------------- | -------------------- | ------------------------ |
| Председник Министарског савета                                   | Стојан М. Протић     |                          |
| Потпредседник Министарског савета                                | Антон Корошец        |                          |
| Министар иностраних дела                                         | Анте Трумбић         |                          |
| Министар војске и морнарице                                      | Михаило Рашић        | до 30. марта 1919.       |
| Министар војске и морнарице                                      | Стеван Хаџић         |                          |
| Министар унутрашњих дела                                         | Светозар Прибићевић  |                          |
| Министар правде                                                  | Марко Трифковић      |                          |
| Министар просвете                                                | Љубомир М. Давидовић |                          |
| Министар финансија                                               | Момчило Нинчић       |                          |
| Министар грађевина                                               | Милан Капетановић    |                          |
| Министар трговине и индустрије                                   | Стојан Рибарац       | до 7.4.1919.             |
| Министар трговине и индустрије                                   | Војислав С. Вељковић |                          |
| Министар пољопривреде                                            | Живко Петричић       | до 14.3.1919.            |
| Министар пољопривреде                                            | Алберт Крамер        | заступник, до 2.4.1919.  |
| Министар пољопривреде                                            | Шефкија Глухић       |                          |
| Министар пошта и телеграфа                                       | Едо Лукинић          |                          |
| Министар шумарства и рударства                                   | Мехмед Спахо         | до 23.2.1919.            |
| Министар шумарства и рударства                                   | Антон Корошец        | заступник, до 2.4.1919.  |
| Министар шумарства и рударства                                   | Павле Д. Маринковић  |                          |
| Министар социјалне политике                                      | Витомир Кораћ        | до 2.4.1919.             |
| Министар социјалне политике                                      | Јосип Гостиничар     |                          |
| Министар народног здравља                                        | Урош Круљ            |                          |
| Министар вера                                                    | Тугомир Алауповић    |                          |
| Министар припреме за Уставотворну скупштину и изједначење закона | Алберт Крамер        |                          |
| Министар аграрне реформе                                         | Фрањо Пољак          | од 2.4.1919.             |
| Министар исхране и обнове земље                                  | Милоје Ж. Јовановић  | до 16.2.1919.            |
| Министар исхране и обнове земље                                  | Живко Петричић       | заступник, до 14.3.1919. |
| Министар исхране и обнове земље                                  | Стојан Рибарац       | заступник, до 2.4.1919.  |
| Министар исхране и обнове земље                                  | Антон Корошец        | заступник                |
| Министар без портфеља                                            | Милосав Раичевић     | до 17.3.1919.            |
| Министар саобраћаја                                              | Велислав Вуловић     |                          |

| Функција                                                           | Име и презиме        | Детаљи    |
| ------------------------------------------------------------------ | -------------------- | --------- |
| Председник Министарског савета                                     | Љубомир М. Давидовић |           |
| Министар иностраних дела                                           | Анте Трумбић         |           |
| Министар војске и морнарице                                        | Стеван Хаџић         |           |
| Министар унутрашњих дела                                           | Светозар Прибићевић  |           |
| Министар правде                                                    | Коста Л. Тимотијевић |           |
| Министар припреме за Уставотворну скупштину и изједначавање закона | Коста Л. Тимотијевић | заступник |
| Министар просвете                                                  | Павле Д. Маринковић  |           |
| Министар финансија                                                 | Војислав С. Вељковић |           |
| Министар грађевина                                                 | Велислав Вуловић     |           |
| Министар трговине и индустрије                                     | Алберт Крамер        |           |
| Министар пољске привреде и вода                                    | Фрањо Пољак          | заступник |
| Министар пошта и телеграфа                                         | Едо Лукинић          |           |
| Министар шума и руда                                               | Антон Кристан        |           |
| Министар социјалне политике                                        | Витомир Кораћ        |           |
| Министар народног здравља                                          | Витомир Кораћ        | заступник |
| Министар вера                                                      | Тугомир Алауповић    |           |
| Министар аграрне реформе                                           | Фрањо Пољак          |           |
| Министар исхране и обнове земље                                    | Вилим Букшег         |           |
| Министар саобраћаја                                                | Милорад Драшковић    |           |

| Функција                                                         | Име и презиме        | Детаљи                    |
| ---------------------------------------------------------------- | -------------------- | ------------------------- |
| Председник Министарског савета                                   | Љубомир М. Давидовић |                           |
| Потпредседник Министарског савета                                | Јурај Бјанкини       |                           |
| Министар иностраних дела                                         | Анте Трумбић         |                           |
| Министар војске и морнарице                                      | Стеван Хаџић         |                           |
| Министар унутрашњих дела                                         | Светозар Прибићевић  |                           |
| Министар правде                                                  | Коста Л. Тимотијевић |                           |
| Министар просвете                                                | Павле Д. Маринковић  |                           |
| Министар финансија                                               | Војислав С. Вељковић |                           |
| Министар грађевина                                               | Велислав Вуловић     |                           |
| Министар трговине и индустрије                                   | Алберт Крамер        |                           |
| Министар пољопривреде и вода                                     | Фрањо Пољак          | заступник, до 24.11.1919. |
| Министар пољопривреде и вода                                     | Коста Стојановић     |                           |
| Министар пошта и телеграфа                                       | Едо Лукинић          |                           |
| Министар шума и рудника                                          | Антон Кристан        |                           |
| Министар социјалне политике                                      | Витомир Кораћ        |                           |
| Министар народног здравља                                        | Витомир Кораћ        | заступник, до 24.11.1919. |
| Министар народног здравља                                        | Спасоје Пилетић      |                           |
| Министар вера                                                    | Тугомир Алауповић    |                           |
| Министар припреме за Уставотворну скупштину и изједначење закона | Коста Л. Тимотијевић | заступник, до 24.11.1919. |
| Министар припреме за Уставотворну скупштину и изједначење закона | Иван Палачек         |                           |
| Министар аграрне реформе                                         | Фрањо Пољак          | до 24.11.1919.            |
| Министар аграрне реформе                                         | Хинко Кризман        |                           |
| Министар исхране и обнове земље                                  | Вилим Букшег         |                           |
| Министар саобраћаја                                              | Милорад Драшковић    |                           |

| Функција                                                                                          | Име и презиме        | Детаљи          |
| ------------------------------------------------------------------------------------------------- | -------------------- | --------------- |
| Председник Министарског савета и министар припреме за Уставотворну скупштину и изједначење закона | Стојан М. Протић     |                 |
| Министар иностраних дела                                                                          | Анте Трумбић         |                 |
| Министар војске и морнарице                                                                       | Бранко Јовановић     |                 |
| Министар унутрашњих дела                                                                          | Марко Н. Трифковић   |                 |
| Министар правде                                                                                   | Момчило Нинчић       |                 |
| Министар правде                                                                                   | Душан Пелеш          | од 1.4.1920.    |
| Министар просвете                                                                                 | Милош Трифуновић     |                 |
| Министар финансија                                                                                | Велизар С. Јанковић  |                 |
| Министар грађевина                                                                                | Јован П. Јовановић   |                 |
| Министар трговине и индустрије                                                                    | Стојан Д. Рибарац    | до 31. 3. 1920. |
| Министар трговине и индустрије                                                                    | Момчило Нинчић       | од 31. 3. 1920. |
| Министар пољопривреде и вода                                                                      | Иван Рошкар          |                 |
| Министар пошта и телеграфа                                                                        | Мате Дринковић       |                 |
| Министар шума и руда                                                                              | Иван Ковачевић       |                 |
| Министар социјалне политике                                                                       | Ђуро Шурмин          |                 |
| Министар народног здравља                                                                         | Славко С. Милетић    |                 |
| Министар вера                                                                                     | Фране Јанковић       |                 |
| Министар аграрне реформе                                                                          | Иван Крниц           |                 |
| Министар исхране и обнове земље                                                                   | Александар Станишић  |                 |
| Министар саобраћаја                                                                               | Антон Корошец        |                 |
| Министар без портфеља                                                                             | Мирослав Спалајковић |                 |

| Функција                                                         | Име и презиме        | Детаљи |
| ---------------------------------------------------------------- | -------------------- | ------ |
| Председник Министарског савета                                   | Миленко Р. Веснић    |        |
| Министар иностраних дела                                         | Анте Трумбић         |        |
| Министар војске и морнарице                                      | Бранко Јовановић     |        |
| Министар унутрашњих дела                                         | Љубомир М. Давидовић |        |
| Министар правде                                                  | Марко Н. Трифковић   |        |
| Министар просвете                                                | Светозар Прибићевић  |        |
| Министар финансија                                               | Коста Стојановић     |        |
| Министар грађевина                                               | Јован П. Јовановић   |        |
| Министар трговине и индустрије                                   | Момчило А. Нинчић    |        |
| Министар пољопривреде и вода                                     | Велизар С. Јанковић  |        |
| Министар пошта и телеграфа                                       | Мате Дринковић       |        |
| Министар шума и руда                                             | Иван Ковачевић       |        |
| Министар социјалне политике                                      | Вјекослав Куковец    |        |
| Министар народног здравља                                        | Живојин Рафајловић   |        |
| Министар вера                                                    | Павле Д. Маринковић  |        |
| Министар припреме за Уставотворну скупштину и изједначење закона | Стојан М. Протић     |        |
| Министар аграрне реформе                                         | Хинко Кризман        |        |
| Министар исхране и обнове земље                                  | Ристо Јојић          |        |
| Министар саобраћаја                                              | Антон Корошец        |        |

| Функција                                                         | Име и презиме       | Детаљи                   |
| ---------------------------------------------------------------- | ------------------- | ------------------------ |
| Председник Министарског савета                                   | Миленко Р. Веснић   |                          |
| Министар иностраних дела                                         | Анте Трумбић        | до 22.11.1920.           |
| Министар иностраних дела                                         | Миленко Р. Веснић   |                          |
| Министар војске и морнарице                                      | Бранко Јовановић    |                          |
| Министар унутрашњих дела                                         | Милорад Драшковић   |                          |
| Министар правде                                                  | Марко Н. Трифковић  |                          |
| Министар просвете                                                | Светозар Прибићевић |                          |
| Министар финансија                                               | Коста Стојановић    |                          |
| Министар грађевина                                               | Јован П. Јовановић  |                          |
| Министар трговине и индустрије                                   | Момчило А. Нинчић   |                          |
| Министар пољопривреде и вода                                     | Велизар С. Јанковић |                          |
| Министар пошта и телеграфа                                       | Мате Дринковић      | до 23.12.1920.           |
| Министар пошта и телеграфа                                       | Момчило А. Нинчић   | заступник                |
| Министар шума и руда                                             | Иван Ковачевић      |                          |
| Министар социјалне политике                                      | Вјекослав Куковец   |                          |
| Министар народног здравља                                        | Живојин Рафајловић  |                          |
| Министар вера                                                    | Павле Д. Маринковић |                          |
| Министар припреме за Уставотворну скупштину и изједначење закона | Марко Н. Трифковић  | заступник, до 20.8.1920. |
| Министар припреме за Уставотворну скупштину и изједначење закона | Лазар Марковић      |                          |
| Министар аграрне реформе                                         | Хинко Кризман       |                          |
| Министар исхране и обнове земље                                  | Ристо Јојић         |                          |
| Министар саобраћаја                                              | Антон Корошец       | до 14.12.1920.           |
| Министар саобраћаја                                              | Јован П. Јовановић  | заступник                |

| Функција                                                                   | Име и презиме       | Детаљи                         |
| -------------------------------------------------------------------------- | ------------------- | ------------------------------ |
| Председник Министарског савета и министар иностраних дела                  | Никола П. Пашић     |                                |
| Министар војске и морнарице                                                | Бранко Јовановић    |                                |
| Министар унутрашњих дела и заступник министра грађевина                    | Милорад Драшковић   |                                |
| Министар правде                                                            | Марко Н. Трифковић  | до 5.2.1921.                   |
| Министар правде                                                            | Марко С. Ђуричић    |                                |
| Министар просвете                                                          | Светозар Прибићевић |                                |
| Министар финансија                                                         | Коста Стојановић    | до 3.1.1921.                   |
| Министар финансија                                                         | Милорад Драшковић   | заступник, од 5. до 27.1.1921. |
| Министар финансија                                                         | Коста Кумануди      |                                |
| Министар трговине и индустрије                                             | Миливоје Јовановић  | до 2.1.1921.                   |
| Министар трговине и индустрије                                             | Вјекослав Куковец   |                                |
| Министар пољопривреде и вода и заступник министра вера                     | Велизар С. Јанковић |                                |
| Министар пошта и телеграфа и заступник министра народног здравља           | Славко С. Милетић   |                                |
| Министар шума и руда                                                       | Хинко Кризман       |                                |
| Министар социјалне политике и заступник министра за исхрану и обнову земље | Вјекослав Куковец   | до 2.1.1921.                   |
| Министар социјалне политике и заступник министра за исхрану и обнову земље | Миливоје Јовановић  |                                |
| Министар припреме за Уставотворну скупштину и изједначавање закона         | Марко Н. Трифковић  |                                |
| Министар аграрне реформе                                                   | Никола Т. Узуновић  |                                |
| Министар саобраћаја                                                        | Јован П. Јовановић  | заступник                      |

| Функција                                                         | Име и презиме          | Детаљи                                |
| ---------------------------------------------------------------- | ---------------------- | ------------------------------------- |
| Председник Министарског савета и министар иностраних дела        | Никола П. Пашић        |                                       |
| Министар војске и морнарице                                      | Бранко Јовановић       | до 29.4.1921.                         |
| Министар војске и морнарице                                      | Милорад Драшковић      | заступник, до 24.5.1921.              |
| Министар војске и морнарице                                      | Стеван Хаџић           | до 18.7.1921.                         |
| Министар војске и морнарице                                      | Миливоје Зечевић       |                                       |
| Министар унутрашњих дела                                         | Милорад Драшковић      | до 18.7.1921.                         |
| Министар унутрашњих дела                                         | Светозар Прибићевић    |                                       |
| Министар правде                                                  | Марко С. Ђуричић       |                                       |
| Министар просвете                                                | Светозар Прибићевић    | до 18.7.1921. од 18.7.1921. заступник |
| Министар финансија                                               | Коста Кумануди         |                                       |
| Министар грађевина                                               | Јован П. Јовановић     |                                       |
| Министар трговине и индустрије                                   | Мехмед Спахо           |                                       |
| Министар пољопривреде и вода                                     | Иван Пуцељ             |                                       |
| Министар пошта и телеграфа                                       | Славко С. Милетић      |                                       |
| Министар шума и рудника                                          | Хинко Кризман          |                                       |
| Министар социјалне политике                                      | Вјекослав Куковец      |                                       |
| Министар народног здравља                                        | Хамдија Карамехмедовић |                                       |
| Министар вера                                                    | Миливоје Јовановић     |                                       |
| Министар припреме за Уставотворну скупштину и изједначење закона | Марко Н. Трифковић     |                                       |
| Министар аграрне реформе                                         | Никола Т. Узуновић     | до 18.7.1921.                         |
| Министар аграрне реформе                                         | Крста Љ. Милетић       |                                       |
| Министар саобраћаја                                              | Велизар Јанковић       | до 18.7.1921.                         |
| Министар саобраћаја                                              | Никола Т. Узуновић     |                                       |

| Функција                                                         | Име и презиме          | Детаљи                   |
| ---------------------------------------------------------------- | ---------------------- | ------------------------ |
| Председник Министарског савета                                   | Никола П. Пашић        |                          |
| Министар иностраних дела                                         | Никола П. Пашић        | до 5.1.1922.             |
| Министар иностраних дела                                         | Момчило А. Нинчић      |                          |
| Министар војске и морнарице                                      | Миливоје Зечевић       | до 8.1.1922.             |
| Министар војске и морнарице                                      | Милош Васић            | до 4.11.1922.            |
| Министар војске и морнарице                                      | Петар Пешић            |                          |
| Министар унутрашњих дела                                         | Војислав Д. Маринковић | до 30.7.1922.            |
| Министар унутрашњих дела                                         | Коста Кумануди         | заступник, до 14.8.1922. |
| Министар унутрашњих дела                                         | Коста Л. Тимотијевић   |                          |
| Министар правде                                                  | Лазар Марковић         |                          |
| Министар просвете                                                | Светозар Прибићевић    |                          |
| Министар финансија                                               | Коста Кумануди         |                          |
| Министар грађевина                                               | Велимир Вукићевић      |                          |
| Министар трговине и индустрије                                   | Мехмед Спахо           |                          |
| Министар трговине и индустрије                                   | Осман Виловић          | од 3.3.1922.             |
| Министар пољопривреде и вода                                     | Иван Пуцељ             |                          |
| Министар пошта и телеграфа                                       | Жарко Миладиновић      |                          |
| Министар шума и рудника                                          | Живојин Рафајловић     |                          |
| Министар социјалне политике                                      | Грегор Жерјав          |                          |
| Министар социјалне политике                                      | Иван Крстељ            | заступник од 3.6.1922.   |
| Министар социјалне политике                                      | Грегор Жерјав          |                          |
| Министар народног здравља                                        | Хамдија Карамехмедовић |                          |
| Министар народног здравља                                        | Дервиш Омеровић        | од 3.3.1922.             |
| Министар вера                                                    | Иван Крстељ            |                          |
| Министар припреме за Уставотворну скупштину и изједначење закона | Марко Н. Трифковић     |                          |
| Министар аграрне реформе                                         | Крста Љ. Милетић       |                          |
| Министар саобраћаја                                              | Андра Станић           |                          |
| Државни подсекретар за финансије                                 | Светислав Поповић      |                          |

| Функција                                                         | Име и презиме       | Детаљи                  |
| ---------------------------------------------------------------- | ------------------- | ----------------------- |
| Председник Министарског савета                                   | Никола П. Пашић     |                         |
| Министар иностраних дела                                         | Момчило А. Нинчић   |                         |
| Министар војске и морнарице                                      | Петар Пешић         |                         |
| Министар унутрашњих дела                                         | Милорад Вујичић     |                         |
| Министар правде                                                  | Лазар Марковић      |                         |
| Министар просвете                                                | Милош Трифуновић    |                         |
| Министар финансија                                               | Милан Стојадиновић  |                         |
| Министар грађевина                                               | Никола Т. Узуновић  |                         |
| Министар трговине и индустрије                                   | Лазар Марковић      | заступник, до 6.1.1923. |
| Министар трговине и индустрије                                   | Дервиш Омеровић     |                         |
| Министар пољопривреде и вода                                     | Крста Љ. Милетић    | заступник, до 6.1.1923. |
| Министар пољопривреде и вода                                     | Ђиво Супило         |                         |
| Министар пошта и телеграфа                                       | Велимир Вукићевић   |                         |
| Министар шума и рудника                                          | Милан Сршкић        |                         |
| Министар социјалне политике                                      | Нинко Перић         |                         |
| Министар народног здравља                                        | Славко С. Милетић   |                         |
| Министар вера                                                    | Љубомир Јовановић   |                         |
| Министар припреме за Уставотворну скупштину и изједначење закона | Марко Н. Трифковић  |                         |
| Министар аграрне реформе                                         | Славко С. Милетић   |                         |
| Министар саобраћаја                                              | Велизар С. Јанковић |                         |
| Министар без портфеља                                            | Ђиво Супило         | до 6.1.1923.            |
| Министар без портфеља                                            | Нико Жупанић        |                         |
| Министар без портфеља                                            | Ахмед Шерић         | од 6.1.1923.            |

| Функција                                                         | Име и презиме       | Детаљи                           |
| ---------------------------------------------------------------- | ------------------- | -------------------------------- |
| Председник Министарског савета                                   | Никола П. Пашић     |                                  |
| Министар иностраних дела                                         | Момчило А. Нинчић   |                                  |
| Министар војске и морнарице                                      | Петар Пешић         |                                  |
| Министар унутрашњих дела                                         | Милорад Вујичић     |                                  |
| Министар правде                                                  | Лазар Марковић      | до 31.7.1923.                    |
| Министар правде                                                  | Нинко Перић         |                                  |
| Министар просвете                                                | Милош Трифуновић    |                                  |
| Министар финансија                                               | Милан Стојадиновић  |                                  |
| Министар грађевина                                               | Никола Т. Узуновић  |                                  |
| Министар трговине и индустрије                                   | Велизар С. Јанковић | заступник, до 31.7.1923.         |
| Министар трговине и индустрије                                   | Драгутин С. Којић   | до 28.12.1923, од тада заступник |
| Министар пољопривреде и вода                                     | Марко Трифковић     | заступник, до 31.7.1923.         |
| Министар пољопривреде и вода                                     | Крста Љ. Милетић    |                                  |
| Министар пошта и телеграфа                                       | Велимир Вукићевић   |                                  |
| Министар шума и рудника                                          | Милан Сршкић        |                                  |
| Министар социјалне политике                                      | Нинко Перић         | до 31.7.1923, од тада заступник  |
| Министар социјалне политике                                      | Душан Пенеш         | од 26.8.1923.                    |
| Министар народног здравља                                        | Славко С. Милетић   |                                  |
| Министар вера                                                    | Љубомир Јовановић   | до 25.5.1923.                    |
| Министар вера                                                    | Нинко Перић         | заступник                        |
| Министар вера                                                    | Војислав Јањић      | од 31.7.1923.                    |
| Министар припреме за Уставотворну скупштину и изједначење закона | Марко Н. Трифковић  |                                  |
| Министар аграрне реформе                                         | Крста Љ. Милетић    | до 31.7.1923.                    |
| Министар аграрне реформе                                         | Милан Симоновић     |                                  |
| Министар саобраћаја                                              | Велизар С. Јанковић | до 28.12.1923.                   |
| Министар саобраћаја                                              | Драгутин С. Којић   |                                  |

| Функција                                                         | Име и презиме       | Детаљи |
| ---------------------------------------------------------------- | ------------------- | ------ |
| Председник Министарског савета                                   | Никола П. Пашић     |        |
| Министар иностраних дела                                         | Момчило А. Нинчић   |        |
| Министар војске и морнарице                                      | Петар Пешић         |        |
| Министар унутрашњих дела                                         | Милан Сршкић        |        |
| Министар правде                                                  | Првислав Грисогоно  |        |
| Министар просвете                                                | Светозар Прибићевић |        |
| Министар финансија                                               | Милан Стојадиновић  |        |
| Министар грађевина                                               | Милош Трифуновић    |        |
| Министар трговине и индустрије                                   | Хинко Кризман       |        |
| Министар пољопривреде и вода                                     | Крста Љ. Милетић    |        |
| Министар пошта и телеграфа                                       | Велимир Вукићевић   |        |
| Министар шума и руда                                             | Драгутин С. Којић   |        |
| Министар социјалне политике                                      | Никола Т. Узуновић  |        |
| Министар народног здравља                                        | Славко С. Милетић   |        |
| Министар вера                                                    | Војислав Јањић      |        |
| Министар припреме за Уставотворну скупштину и изједначење закона | Марко Н. Трифковић  |        |
| Министар аграрне реформе                                         | Милан Симоновић     |        |
| Министар саобраћаја                                              | Светислав Поповић   |        |

| Функција                                                         | Име и презиме       | Детаљи |
| ---------------------------------------------------------------- | ------------------- | ------ |
| Председник Министарског савета                                   | Никола П. Пашић     |        |
| Министар иностраних дела                                         | Момчило А. Нинчић   |        |
| Министар војске и морнарице                                      | Петар Пешић         |        |
| Министар унутрашњих дела                                         | Милан Сршкић        |        |
| Министар правде                                                  | Првислав Грисогоно  |        |
| Министар просвете                                                | Светозар Прибићевић |        |
| Министар финансија                                               | Милан Стојадиновић  |        |
| Министар грађевина                                               | Милош Трифуновић    |        |
| Министар трговине и индустрије                                   | Хинко Кризман       |        |
| Министар пољопривреде и вода                                     | Крста Љ. Милетић    |        |
| Министар пошта и телеграфа                                       | Велимир Вукићевић   |        |
| Министар шума и руда                                             | Драгутин С. Којић   |        |
| Министар социјалне политике                                      | Никола Т. Узуновић  |        |
| Министар народног здравља                                        | Славко С. Милетић   |        |
| Министар вера                                                    | Војислав Јањић      |        |
| Министар припреме за Уставотворну скупштину и изједначење закона | Марко Н. Трифковић  |        |
| Министар аграрне реформе                                         | Милан Симоновић     |        |
| Министар саобраћаја                                              | Светислав Поповић   |        |

| Функција                                                          | Име и презиме          | Детаљи |
| ----------------------------------------------------------------- | ---------------------- | ------ |
| Председник Министарског савета                                    | Љубомир Давидовић      |        |
| Министар иностраних дела                                          | Војислав Д. Маринковић |        |
| Министар војске и морнарице                                       | Стеван Хаџић           |        |
| Министар унутрашњих дела                                          | Настас Петровић        |        |
| Министар правде                                                   | Хамид Храсница         |        |
| Министар просвете и заступник министра вера                       | Антон Корошец          |        |
| Министар финансија                                                | Мехмед Спахо           |        |
| Министар грађевина                                                | Драгутин Пећић         |        |
| Министар трговине и индустрије и заступник министра шума и руда   | Илија Шуменковић       |        |
| Министар пољопривреде и вода                                      | Фран Куловец           |        |
| Министар пошта и телеграфа                                        | Петар Марковић         |        |
| Министар социјалне политике и заступник министра народног здравља | Шефкија Бехмен         |        |
| Министар аграрне реформе                                          | Иван Весењак           |        |
| Министар саобраћаја                                               | Антон Сушник           |        |

| Функција                                                         | Име и презиме         | Детаљи                    |
| ---------------------------------------------------------------- | --------------------- | ------------------------- |
| Председник Министарског савета                                   | Никола П. Пашић       |                           |
| Министар иностраних дела                                         | Момчило А. Нинчић     |                           |
| Министар војске и морнарице                                      | Душан Трифуновић      |                           |
| Министар унутрашњих дела                                         | Божидар Ж. Максимовић |                           |
| Министар правде                                                  | Едо Лукинић           |                           |
| Министар просвете                                                | Светозар Прибићевић   |                           |
| Министар финансија                                               | Милан Стојадиновић    |                           |
| Министар грађевина                                               | Никола Т. Узуновић    | до 28.3.1925.             |
| Министар грађевина                                               | Милош Трифуновић      | заступник                 |
| Министар трговине и индустрије                                   | Првислав Грисогоно    | до 27.11.1924.            |
| Министар трговине и индустрије                                   | Ђуро Шурмин           |                           |
| Министар пољопривреде и вода                                     | Крста Љ. Милетић      |                           |
| Министар пошта и телеграфа                                       | Велимир Вукићевић     |                           |
| Министар шума и руда                                             | Грегор Жерјав         |                           |
| Министар социјалне политике                                      | Славко С. Милетић     | заступник, до 27.11.1924. |
| Министар социјалне политике                                      | Марко С. Ђуричић      |                           |
| Министар народног здравља                                        | Славко С. Милетић     |                           |
| Министар вера                                                    | Милош Трифуновић      |                           |
| Министар припреме за Уставотворну скупштину и изједначење закона | Марко С. Ђуричић      | до 27.11.1924.            |
| Министар припреме за Уставотворну скупштину и изједначење закона | Милан Сршкић          | до ?                      |
| Министар припреме за Уставотворну скупштину и изједначење закона | Марко С. Ђуричић      | заступник                 |
| Министар аграрне реформе                                         | Крста Љ. Милетић      | заступник, до 27.11.1924. |
| Министар аграрне реформе                                         | Хинко Кризман         |                           |
| Министар саобраћаја                                              | Андра Станић          |                           |
| Министар без портфеља                                            | Марко Н. Трифковић    | до 28.3.1925.             |
| Министар без портфеља                                            | Мате Дринковић        | од 27.11.1924.            |
| Министар без портфеља                                            | Првислав Грисогоно    | од 27.11.1924.            |

| Функција                                                         | Име и презиме         | Детаљи       |
| ---------------------------------------------------------------- | --------------------- | ------------ |
| Председник Министарског савета                                   | Никола П. Пашић       |              |
| Министар иностраних дела                                         | Момчило А. Нинчић     |              |
| Министар војске и морнарице                                      | Душан Трифуновић      |              |
| Министар унутрашњих дела                                         | Божидар Ж. Максимовић |              |
| Министар правде                                                  | Едо Лукинић           | до 7.7.1925. |
| Министар правде                                                  | Грегор Жерјав         | заступник    |
| Министар просвете                                                | Светозар Прибићевић   |              |
| Министар финансија                                               | Милан Стојадиновић    |              |
| Министар грађевина                                               | Никола Т. Узуновић    |              |
| Министар трговине и индустрије                                   | Првислав Грисогоно    |              |
| Министар пољопривреде и вода                                     | Крста Љ. Милетић      |              |
| Министар пошта и телеграфа                                       | Велимир Вукићевић     |              |
| Министар шума и рудника                                          | Грегор Жерјав         |              |
| Министар социјалне политике                                      | Марко С. Ђуричић      |              |
| Министар народног здравља                                        | Славко С. Милетић     |              |
| Министар вера                                                    | Милош Трифуновић      |              |
| Министар припреме за Уставотворну скупштину и изједначење закона | Милан Сршкић          |              |
| Министар аграрне реформе                                         | Милан Симоновић       |              |
| Министар саобраћаја                                              | Анта Радојевић        |              |

| Функција                                                         | Име и презиме         | Детаљи                    |
| ---------------------------------------------------------------- | --------------------- | ------------------------- |
| Председник Министарског савета                                   | Никола П. Пашић       |                           |
| Министар иностраних дела                                         | Момчило А. Нинчић     |                           |
| Министар војске и морнарице                                      | Душан Трифуновић      |                           |
| Министар унутрашњих дела                                         | Божидар Ж. Максимовић |                           |
| Министар правде                                                  | Марко С. Ђуричић      |                           |
| Министар просвете                                                | Велимир Вукићевић     | до 17.11.1925.            |
| Министар просвете                                                | Милош Трифуновић      | заступник, до 17.11.1925. |
| Министар просвете                                                | Стјепан Радић         |                           |
| Министар финансија                                               | Милан Стојадиновић    |                           |
| Министар грађевина                                               | Никола Т. Узуновић    |                           |
| Министар трговине и индустрије                                   | Иван Крајач           |                           |
| Министар пољопривреде и вода                                     | Крста Љ. Милетић      | до 24.12.1925.            |
| Министар пољопривреде и вода                                     | Василије И. Јовановић |                           |
| Министар пошта и телеграфа                                       | Бењамин Шуперина      |                           |
| Министар шума и рудника                                          | Никола Никић          |                           |
| Министар социјалне политике                                      | Милан Симоновић       |                           |
| Министар народног здравља                                        | Славко С. Милетић     |                           |
| Министар вера                                                    | Милош Трифуновић      |                           |
| Министар припреме за Уставотворну скупштину и изједначење закона | Милан Сршкић          |                           |
| Министар аграрне реформе                                         | Павле Радић           |                           |
| Министар саобраћаја                                              | Анта Радојевић        | до 24.12.1925.            |
| Министар саобраћаја                                              | Крста Љ. Милетић      |                           |

| Функција                                                         | Име и презиме         | Детаљи                          |
| ---------------------------------------------------------------- | --------------------- | ------------------------------- |
| Председник Министарског савета                                   | Никола Т. Узуновић    |                                 |
| Министар иностраних дела                                         | Момчило А. Нинчић     |                                 |
| Министар војске и морнарице                                      | Душан Трифуновић      |                                 |
| Министар унутрашњих дела                                         | Божидар Ж. Максимовић |                                 |
| Министар правде                                                  | Марко С. Ђуричић      |                                 |
| Министар просвете                                                | Стјепан Радић         |                                 |
| Министар финансија                                               | Никола Т. Узуновић    | заступник, до 12.4.1926.        |
| Министар финансија                                               | Нинко Перић           |                                 |
| Министар грађевина                                               | Милорад Вујичић       |                                 |
| Министар трговине и индустрије                                   | Иван Крајач           |                                 |
| Министар пољопривреде и вода                                     | Василије И. Јовановић | до 13.4.1926, од тада заступник |
| Министар пошта и телеграфа                                       | Бењамин Шуперина      |                                 |
| Министар шума и рудника                                          | Никола Никић          |                                 |
| Министар социјалне политике                                      | Милан Симоновић       |                                 |
| Министар народног здравља                                        | Славко С. Милетић     |                                 |
| Министар вера                                                    | Милош Трифуновић      |                                 |
| Министар припреме за Уставотворну скупштину и изједначење закона | Милан Сршкић          |                                 |
| Министар аграрне реформе                                         | Павле Радић           |                                 |
| Министар саобраћаја                                              | Крста Љ. Милетић      | до 13.4.1926.                   |
| Министар саобраћаја                                              | Василије И. Јовановић |                                 |

| Функција                                                         | Име и презиме         | Детаљи                   |
| ---------------------------------------------------------------- | --------------------- | ------------------------ |
| Председник Министарског савета                                   | Никола Т. Узуновић    |                          |
| Министар иностраних дела                                         | Момчило А. Нинчић     | до 6.12.1926.            |
| Министар иностраних дела                                         | Милош Трифуновић      | заступник                |
| Министар војске и морнарице                                      | Душан Трифуновић      |                          |
| Министар унутрашњих дела                                         | Божидар Ж. Максимовић |                          |
| Министар правде                                                  | Марко С. Ђуричић      | до ?                     |
| Министар правде                                                  | Милан Симоновић       | заступник                |
| Министар просвете и заступник министра вера                      | Милош Трифуновић      |                          |
| Министар финансија                                               | Нинко Перић           |                          |
| Министар грађевина                                               | Милорад Вујичић       |                          |
| Министар трговине и индустрије                                   | Никола Никић          | заступник, до 29.4.1926. |
| Министар трговине и индустрије                                   | Иван Крајач           |                          |
| Министар пољопривреде и вода                                     | Василије И. Јовановић | заступник, до 29.4.1926. |
| Министар пољопривреде и вода                                     | Иван Пуцељ            |                          |
| Министар пошта и телеграфа                                       | Бењамин Шуперина      |                          |
| Министар шума и рудника                                          | Никола Никић          | до 7.10.1926.            |
| Министар шума и рудника                                          | Василије И. Јовановић | заступник                |
| Министар социјалне политике                                      | Милан Симоновић       |                          |
| Министар народног здравља                                        | Славко С. Милетић     |                          |
| Министар припреме за Уставотворну скупштину и изједначење закона | Милан Сршкић          |                          |
| Министар аграрне реформе                                         | Бењамин Шуперина      | до 29.4.1926.            |
| Министар аграрне реформе                                         | Павле Радић           | до 17.5.1926.            |
| Министар аграрне реформе                                         | Станко Шибеник        |                          |
| Министар саобраћаја                                              | Василије И. Јовановић |                          |

| Функција                                                         | Име и презиме             | Детаљи    |
| ---------------------------------------------------------------- | ------------------------- | --------- |
| Председник Министарског савета                                   | Никола Т. Узуновић        |           |
| Министар иностраних дела                                         | Нинко Перић               |           |
| Министар војске и морнарице                                      | Стеван Хаџић              |           |
| Министар унутрашњих дела                                         | Божидар Ж. Максимовић     |           |
| Министар правде                                                  | Милан Сршкић              |           |
| Министар просвете                                                | Милош Трифуновић          |           |
| Министар финансија                                               | Богдан Ст. Марковић       |           |
| Министар грађевина                                               | Аугуст Кошутић            |           |
| Министар трговине и индустрије                                   | Иван Крајач               |           |
| Министар пољопривреде и вода                                     | Василије И. Јовановић     | заступник |
| Министар пошта и телеграфа                                       | Бењамин Шуперина          |           |
| Министар шума и рудника и заступник министра социјалне политике  | Милан Симоновић           |           |
| Министар вера                                                    | Милорад Вујичић           |           |
| Министар народног здравља                                        | Славко С. Милетић         |           |
| Министар припреме за Уставотворну скупштину и изједначење закона | Василије И. Јовановић     |           |
| Министар аграрне реформе                                         | Павле Радић               |           |
| Министар саобраћаја                                              | Светислав Т. Милосављевић |           |

| Функција                                                            | Име и презиме             | Детаљи       |
| ------------------------------------------------------------------- | ------------------------- | ------------ |
| Председник Министарског савета                                      | Никола Т. Узуновић        |              |
| Министар иностраних дела                                            | Нинко Перић               |              |
| Министар војске и морнарице                                         | Стеван Хаџић              |              |
| Министар унутрашњих дела                                            | Божидар Ж. Максимовић     |              |
| Министар правде                                                     | Милан Сршкић              |              |
| Министар просвете                                                   | Велимир Вукићевић         |              |
| Министар финансија                                                  | Богдан Ст. Марковић       |              |
| Министар грађевина                                                  | Душан Сернец              |              |
| Министар пољопривреде и вода                                        | Франц Куловец             |              |
| Министар пошта и телеграфа                                          | Милорад Вујичић           | до 4.2.1927. |
| Министар пошта и телеграфа                                          | Василије И. Јовановић     | заступник    |
| Министар шума и рудника                                             | Крста Љ. Милетић          |              |
| Министар социјалне политике                                         | Андреј Госар              |              |
| Министар вера                                                       | Милош Трифуновић          | до 4.2.1927. |
| Министар вера                                                       | Милан Хаџић               | заступник    |
| Министар народног здравља                                           | Славко С. Милетић         |              |
| Министар припреме за Уставотворну скупштину и изједначење закона    | Василије И. Јовановић     |              |
| Министар аграрне реформе и заступник министра трговине и индустрије | Милан Симоновић           |              |
| Министар саобраћаја                                                 | Светислав Т. Милосављевић |              |

| Функција                                                         | Име и презиме             | Детаљи                      |
| ---------------------------------------------------------------- | ------------------------- | --------------------------- |
| Председник Министарског савета                                   | Велимир Вукићевић         |                             |
| Министар иностраних дела                                         | Војислав Д. Маринковић    |                             |
| Министар војске и морнарице                                      | Стеван Хаџић              |                             |
| Министар унутрашњих дела                                         | Велимир Вукићевић         | до 15.1.1928.               |
| Министар унутрашњих дела                                         | Чедомир Радовић           |                             |
| Министар правде                                                  | Милан Сршкић              | до 14.6.1927.               |
| Министар правде                                                  | Нинко Перић               | заступник                   |
| Министар правде                                                  | Душан Суботић             | од 16.6.1927.               |
| Министар просвете                                                | Богдан Ст. Марковић       | заступник                   |
| Министар просвете                                                | Нинко Перић               | од 16.6.1927. до 21.9.1927. |
| Министар просвете                                                | Коста Кумануди            |                             |
| Министар финансија                                               | Богдан Ст. Марковић       |                             |
| Министар грађевина                                               | Илија Шуменковић          |                             |
| Министар трговине и индустрије                                   | Мехмед Спахо              |                             |
| Министар пољопривреде и вода                                     | Светозар Станковић        |                             |
| Министар пошта и телеграфа                                       | Светозар Станковић        | заступник, до 16.6.1927.    |
| Министар пошта и телеграфа                                       | Влајко Коцић              |                             |
| Министар шума и рудника                                          | Коста Кумануди            | до 21.9.1927.               |
| Министар шума и рудника                                          | Александар Мијовић        |                             |
| Министар социјалне политике                                      | Александар Мијовић        | до 21.9.1927.               |
| Министар социјалне политике                                      | Андреј Госар              |                             |
| Министар вера                                                    | Милан Сршкић              | заступник, до 14.6.1927.    |
| Министар вера                                                    | Нинко Перић               | заступник                   |
| Министар вера                                                    | Драгомир Обрадовић        | од 16.6.1927.               |
| Министар народног здравља                                        | Владимир Андрић           | заступник, до 16.6.1927.    |
| Министар народног здравља                                        | Александар Савић          | до 27.1.1928. †             |
| Министар народног здравља                                        | Владимир Андрић           | заступник                   |
| Министар припреме за Уставотворну скупштину и изједначење закона | Коста Кумануди            | заступник, до 16.6.1927.    |
| Министар припреме за Уставотворну скупштину и изједначење закона | Грга Будислав Анђелиновић |                             |
| Министар аграрне реформе                                         | Владимир Андрић           |                             |
| Министар саобраћаја                                              | Светислав Т. Милосављевић |                             |
| Министар без портфеља                                            | Нинко Перић               | до 16.6.1927.               |
| Министар без портфеља                                            | Велимир М. Поповић        | од 23.6.1927. до 17.1.1928. |

| Функција                                                         | Име и презиме             | Детаљи                  |
| ---------------------------------------------------------------- | ------------------------- | ----------------------- |
| Председник Министарског савета                                   | Велимир Вукићевић         |                         |
| Министар иностраних дела                                         | Војислав Д. Маринковић    |                         |
| Министар војске и морнарице                                      | Стеван Хаџић              |                         |
| Министар унутрашњих дела                                         | Антон Корошец             |                         |
| Министар правде                                                  | Милорад Вујичић           |                         |
| Министар просвете                                                | Милан Грол                |                         |
| Министар финансија                                               | Богдан Ст. Марковић       |                         |
| Министар грађевина                                               | Петар Марковић            |                         |
| Министар трговине и индустрије                                   | Мехмед Спахо              |                         |
| Министар пољопривреде и вода                                     | Светозар Станковић        |                         |
| Министар пошта и телеграфа                                       | Влајко Коцић              | до 25.3.1928.           |
| Министар пошта и телеграфа                                       | Светозар Станковић        | заступник, до 1.4.1928. |
| Министар пошта и телеграфа                                       | Богољуб Кујунџић          |                         |
| Министар шума и рудника                                          | Александар Мијовић        |                         |
| Министар социјалне политике                                      | Чедомир А. Радовић        |                         |
| Министар вера                                                    | Милан Симоновић           |                         |
| Министар народног здравља                                        | Добривоје Гер. Поповић    |                         |
| Министар припреме за Уставотворну скупштину и изједначење закона | Илија Шуменковић          | до 1.3.1928.            |
| Министар припреме за Уставотворну скупштину и изједначење закона | Петар Марковић            | заступник, до ?         |
| Министар аграрне реформе                                         | Владимир Андрић           |                         |
| Министар саобраћаја                                              | Светислав Т. Милосављевић |                         |
| Министар без портфеља                                            | Илија Шуменковић          | од 1.3.1928.            |

| Функција                                                  | Име и презиме             | Детаљи |
| --------------------------------------------------------- | ------------------------- | ------ |
| Председник Министарског савета и министар унутрашњих дела | Антон Корошец             |        |
| Министар иностраних дела                                  | Војислав Д. Маринковић    |        |
| Министар војске и морнарице                               | Стеван Хаџић              |        |
| Министар правде                                           | Милорад Вујичић           |        |
| Министар просвете                                         | Милан Грол                |        |
| Министар финансија                                        | Нико Суботић              |        |
| Министар грађевина                                        | Грга Будислав Анђелиновић |        |
| Министар трговине и индустрије                            | Мехмед Спахо              |        |
| Министар пољопривреде                                     | Владимир Андрић           |        |
| Министар пошта и телеграфа                                | Богољуб Кујунџић          |        |
| Министар шума и рудника                                   | Петар Марковић            |        |
| Министар социјалне политике                               | Стјепан Барић             |        |
| Министар вера                                             | Драгиша Цветковић         |        |
| Министар народног здравља                                 | Чедомир Михајловић        |        |
| Министар аграрне реформе                                  | Дака Поповић              |        |
| Министар саобраћаја                                       | Андра Станић              |        |
| Министар без портфеља                                     | Илија Шуменковић          |        |

| Функција                                                  | Име и презиме          | Детаљи                          |
| --------------------------------------------------------- | ---------------------- | ------------------------------- |
| Председник Министарског савета и министар унутрашњих дела | Петар Р. Живковић      |                                 |
| Министар иностраних дела                                  | Војислав Д. Маринковић |                                 |
| Министар војске и морнарице                               | Стеван Хаџић           | до 6.4.1931.                    |
| Министар војске и морнарице                               | Драгомир Ж. Стојановић |                                 |
| Министар правде                                           | Милан Сршкић           | до 16.2.1931.                   |
| Министар правде                                           | Димитрије Љотић        | до 2.9.1931.                    |
| Министар правде                                           | Драгутин С. Којић      |                                 |
| Министар просвете                                         | Божидар Ж. Максимовић  |                                 |
| Министар финансија                                        | Станко Шврљуга         | до 19.6.1931.                   |
| Министар финансија                                        | Ђорђе Ђурић            |                                 |
| Министар грађевина                                        | Стеван Савковић        | до 23.1.1930.                   |
| Министар грађевина                                        | Филип Ј. Трифуновић    | до 16.2.1931.                   |
| Министар грађевина                                        | Коста Кумануди         | до 19.6.1931.                   |
| Министар грађевина                                        | Душан Сернец           | до 2.9.1931.                    |
| Министар грађевина                                        | Алберт Крамер          |                                 |
| Министар трговине и индустрије                            | Мате Дринковић         | заступник, до 14.1.1929.        |
| Министар трговине и индустрије                            | Желимир Мажуранић      | до 22.7.1929.                   |
| Министар трговине и индустрије                            | Станко Шврљуга         | заступник, до 1.9.1929.         |
| Министар трговине и индустрије                            | Јурај Деметровић       | до 19.6.1931.                   |
| Министар трговине и индустрије                            | Коста Кумануди         |                                 |
| Министар пољопривреде                                     | Ото Франгеш            | до 19.5.1930.                   |
| Министар пољопривреде                                     | Станко Шибеник         | до 19.6.1931.                   |
| Министар пољопривреде                                     | Мирко Најдорфер        |                                 |
| Министар пошта и телеграфа                                | Стеван Савковић        | заступник, до 14.1.1929.        |
| Министар пошта и телеграфа                                | Коста Кумануди         | заступник, до 2.4.1929.         |
| Министар шума и рудника                                   | Лазар Радивојевић      | до 5.8.1929.                    |
| Министар шума и рудника                                   | Антон Корошец          | до 29.9.1930.                   |
| Министар шума и рудника                                   | Душан Сернец           | до 19.6.1931.                   |
| Министар шума и рудника                                   | Станко Шибеник         |                                 |
| Министар социјалне политике                               | Мате Дринковић         | до 1929.                        |
| Министар социјалне политике и народног здравља            | Мате Дринковић         | до 19.5.1930.                   |
| Министар социјалне политике и народног здравља            | Никола Прека           | до 19.6.1931.                   |
| Министар социјалне политике и народног здравља            | Марко Костренчић       |                                 |
| Министар вера                                             | Тугомир Алауповић      | до 2.4.1929.                    |
| Министар народног здравља                                 | Урош Круљ              | до 2.4.1929.                    |
| Министар аграрне реформе                                  | Лазар Радивојевић      | заступник, до 14.1.1929.        |
| Министар аграрне реформе                                  | Ото Франгеш            | заступник                       |
| Министар саобраћаја                                       | Антон Корошец          | до 5.8.1929.                    |
| Министар саобраћаја                                       | Лазар Радивојевић      |                                 |
| Министар при Председништву Министарског савета            | Милан Сршкић           | од 16.2.1931.                   |
| Министар без портфеља                                     | Никола Т. Узуновић     |                                 |
| Министар без портфеља                                     | Коста Кумануди         | од 3.4.1929. до 16.2.1931.      |
| Министар без портфеља                                     | Мате Дринковић         | од 19.5.1930. до ?              |
| Министар без портфеља                                     | Ото Франгеш            | од 19. 5. 1930. до 16.2.1931.   |
| Министар без портфеља                                     | Иван Швегл             | од 20. 5. 1930. до 16.2.1931.   |
| Министар без портфеља                                     | Мирко Најдорфер        | од 20. 5. 1930. до 19. 6. 1931. |
| Министар без портфеља                                     | Никола Прека           | од 19.6.1931.                   |
| Министар без портфеља                                     | Станко Шврљуга         | од 19.6.1931.                   |
| Министар без портфеља                                     | Коста Л. Тимотијевић   | од 2.9.1931.                    |
| Министар без портфеља                                     | Андра Станић           | од 2.9.1931.                    |
| Министар без портфеља                                     | Иван Пуцељ             | од 2.9.1931.                    |
| Министар без портфеља                                     | Иван Палачек           | од 2.9.1931.                    |
| Министар без портфеља                                     | Павао Матица           | од 2.9.1931.                    |
| Министар без портфеља                                     | Авдо Хасанбеговић      | од 2.9.1931.                    |